# Paul Bristow
Paul Bristow, né le 27 mars 1979 à York, est un homme politique britannique du Parti conservateur et député de Peterborough de 2019 à 2024.

## Biographie
Paul Bristow est né en 1979 à York, North Yorkshire. Il est le fils d'Alan Bristow (1942-2020), qui est également un homme politique conservateur actif dans la politique locale. Bristow déménage à Peterborough à l'âge de cinq ans, où il fréquente l'école primaire et secondaire. Il étudie la politique à l'université. Il travaille auparavant pour l'ancien député Richard Spring.
En 2006, Bristow est élu au conseil de Hammersmith et Fulham comme conseiller du quartier Fullham Reach.
Bristow se présente à Middlesbrough South et East Cleveland aux élections générales de 2010, arrivant en deuxième place avec 35,6% des voix.
Lors de l'élection générale de 2019, il se présente dans la circonscription de Peterborough, l'emportant devant la candidate sortante Lisa Forbes, avec une majorité de 2580 voix. Depuis mars 2020, il est membre du comité de la santé et de la protection sociale .
Bristow est un supporter du York City FC.